# Luís Camacho (artista plástico)
Luís Camacho (Moura, 1956 - Lisboa, 11 de Junho de 2024) foi um artista plástico português. Teve uma obra multifacetada, com trabalhos de pintura, desenho e cerâmica, e foi responsável por várias obras públicas, destacando-se o painel de azulejos na Rua da Mãe de Água, em Lisboa.

## Biografia
Nasceu na vila de Moura, em 1956. Foi aluno na Escola António Arroio e na Escola Superior de Belas-Artes de Lisboa.
Destacou-se como artista plástico, nas áreas da pintura, cerâmica e desenho. Algumas das suas obras foram expostas em locais públicos, como sucede com o painel de azulejos da Rua da Mãe de Água, no Príncipe Real, concebido no âmbito do programa Sétima Colina, durante a organização de Lisboa 94 – Capital Europeia da Cultura. Em Moura foi responsável pela elaboração de uma obra de escultura em homenagem a Salúquia. Foi igualmente o autor da capa do álbum Independança, da banda GNR. Um dos pormenores de maior interesse foram os títulos que deu às suas obras, onde predominavam termos genéricos e que promoviam uma livre associação às imagens, como sucedeu com Paisagem para um fruto, de 1983, Sítio, de 1986, Amo-te, de 1986, e Carne, de 1988. Entre as suas inspirações, conta-se a sua amizade com o poeta Mário Cesariny.
Fez a sua primeira exposição em 1974. Durante a década de 1980, a sua carreira evoluiu segundo os novos conceitos introduzidos na arte contemporânea do país. Nos anos 80 teve as suas obras expostas na Galeria Leo, no Bairro Alto de Lisboa, e na década seguinte na Galeria Palmira Suzo, na Rua das Flores. Participou em duas exposições promovidas pela Fundação Calouste Gulbenkian: 1984: O futuro é já hoje?, organizada entre 1984 e 1985 no Centro de Arte Moderna, em Lisboa, e a III Exposição de Artes Plásticas, que teve lugar em 1986 na sede da fundação, em Lisboa. Também marcou presença em diversas exposições colectivas no concelho de Moura.

## Morte
Faleceu no dia 11 de Junho de 2024, aos 68 anos de idade, em Lisboa, devido a uma doença oncológica. Na sequência do seu falecimento, a Câmara Municipal de Moura emitiu uma nota de pesar, onde recordou a sua carreira artística. A sua morte foi igualmente lamentada pela Comissão Coordenadora de Moura da Coligação Democrática Unitária, que recordou que «Luís Camacho destacou-se, pelo seu talento, desde muito jovem», acrescentando que «deixa obra de grande importância nos domínios da pintura, da escultura e da azulejaria», tendo deixado, em Moura, uma «obra escultórica de homenagem a Salúquia e participou em várias exposições coletivas». O Partido Ecologista "Os Verdes" propôs um voto de pesar na Assembleia Municipal de Lisboa, que foi aprovado por unanimidade.